# Petr Skoumal
Petr Skoumal (ur. 7 marca 1938 w Pradze, zm. 28 września 2014 tamże) – czeski kompozytor muzyki filmowej. Skomponował muzykę do m.in. serialu animowanego Sąsiedzi (...a je to!) od 1979. Jest również autorem najbardziej znanej ścieżki dźwiękowej tego serialu. Od roku 1966 pracował w Kinowym klubie jako reżyser współpracujący z Janem Vodňanskym.